# Sora (Ayaka Hirahara)
Sora - céu (そら) é o quinto álbum de estúdio da cantora Ayaka Hirahara. É também o que menos vendeu, não lhe rendendo nenhum disco de ouro/platina, já que vendeu apenas 33 166 em todo Japão. Possui 10 faixas, porém um tempo depois foi lançado outra versão contendo uma faixa bonus, Come-on A My House, canção ao vivo no Budokan, retirado do DVD "Live Tour 2006".

## Faixas
Faixas do álbum Sora:
| N.º | Título                      | Letras                                       | Música                                          | Duração |  |
| 1.  | "Voyagers"                  | Ayaka Hirahara                               | Hidekazu Utiike / Sawada Kan                    | 3:22    |  |
| 2.  | "Wall"                      | Gorou Matsui                                 | HITVISION & Kiyoto Komatsu                      | 4:09    |  |
| 3.  | "Kansha (感謝)"             | Mori Tiyoko                                  | Yoo Hae-jun / Nishiwaki Mina Jin                | 3:34    |  |
| 4.  | "Everyday"                  | Ayaka Hirahara                               | A. Sturmer                                      | 4:28    |  |
| 5.  | "Shiawase (しあわせ)"       | Matsui Gorou                                 | A. Gagnon / Ken Shima                           | 4:28    |  |
| 6.  | "Yumegoyomi (夢暦)"         | Minako Egawa                                 | Minako Egawa / Nobuyoshi Takeshita              | 4:36    |  |
| 7.  | "Gradation"                 | Matsui Gorou                                 | A. Sturmer                                      | 3:44    |  |
| 8.  | "CHRISTMAS LIST"            | Yumi Yoshimoto                               | D. Foster · L. Thompson / YANAGIMAN / Ken Shima | 3:48    |  |
| 9.  | "Siciliana (シチリアーナ)"  | Ayaka Hirahara                               | O. Respighi / Sawada Kan                        | 5:30    |  |
| 10. | "Sora (そら)"               | Matsui Gorou                                 | Kiyoshi Kobayashi                               | 5:11    |  |
| 11. | "Come On A My House (LIVE)" | Adam / Ross / Carol Bagdasarian ° W. Saroyan | Adam / Ross / Carol Bagdasarian ° W. Saroyan    | 8:00    |  |